# Сухий секс
Сухи́й секс — небезпечна сексуальна практика вагінального сексу з жінками, які не мають природньої вагінальної секреції (усунутої використанням калічення вульви, трав'яних афродизіаків, побутових миючих засобів, антисептиків).
Відсутність вагінального секрету збільшує щільність вагіни, що збільшує насолоду для чоловіків. Водночас для жінки такий секс є дуже болючим та небезпечним для здоров'я. Сухий секс є поширеним у Африці, на південь від Сахари, також зустрічається в Суринамі серед афро-суринамських жінок.

## Ризики для здоров'я
У сухій вагіні відсутні антисептичні лактобактерії, які можуть боротись з ІПСШ. Відсутність природного лубриканту є причиною розривів вагінальної тканини, що, крім надзвичайної болючості, підвищує ризик захворювань.
- Збільшення ризику ІПСШ для обох партнерів, у тому числі й ВІЛ[6][1] (через розриви вагіни та відсутність лактобактерій). Під час практики сухого сексу в Африці збільшився рівень інфікування ВІЛ/СНІД[1].

- Підвищена ймовірність пошкодження презерватива під час статевого акту без лубрикації й, як наслідок, небажана вагітність.
- Хронічні запальні захворювання жіночої статевої системи.
- Психічні розлади внаслідок досвіду болючого (найчастіше насильницького) сексу, серед яких ПТСР, депресія, тривожні розлади, вагініти.